# II. Vaszilij moszkvai nagyfejedelem
II. Vaszilij vagy Vak Vaszilij (oroszul: Василий II Васильевич Тёмный "Vaszilij Vaszilijevics Tyomnij"), (1415. március 10. – 1462. március 27., Moszkva) moszkvai nagyfejedelem 1425-től kisebb megszakításokkal haláláig.

## Élete
Tízéves volt, amikor édesapja, I. Vaszilij utódjának nyilvánította, a fejedelmi trónt azonban nagybátyja, György, valamint unokatestvérei, Kancsal Vaszilij és Dimitrij Semjaka is meg akarták szerezni. Hosszú, elkeseredett és zűrzavaros örökösödési harc kezdődött; Vaszilijt 1434-ben György, 1446–1447-ben Dimitrij taszította le a trónról, aki 1446-ban meg is vakította Vaszilijt. Vaszilij 1447-ben visszaszerezte trónját, és még 15 évig kormányozta a Moszkvai Nagyfejedelemséget.
Az elhúzódó viszályok csak 1452-ben értek véget, a nagyfejedelemség azonban Vaszilij uralkodása alatt is terjeszkedett és erősödött. Az orosz egyház, amelynek metropolitái Moszkvát támogatták, kinyilvánította, hogy független a konstantinápolyi pátriarkátustól, az állam pedig fokozatosan bekebelezte a szomszédos fejedelemségeket; a Rjazanyi Nagyfejedelemség fölött 1447-ben, Vjatka (ma: Kirov) városa fölött 1460-ban szerzett fennhatóságot. Vaszilij a terjeszkedést külföldi beavatkozás nélkül kívánt folytatni, ezért 1449-ben megnemtámadási szerződést kötött Litvániával. Az ország déli és keleti határa mentén élő tatár hordákkal nem sikerült elkerülni az összeütközéseket. Egyiküket 1451-ben Moszkva alól verték vissza. A nagyfejedelem azonban tatárokat fogadott az udvarába, s 1462-ben létrehozott egy vazallus hordát, a Kaszimovi Kánságot, majd rábízta a keleti határok védelmét. Bár a tatár kán formálisan Vaszilij hűbérura maradt, a nagyfejedelemnek sikerült visszaszorítania tényleges befolyását.